# Podsljeme
Podsljeme ([pǒtsʎeme]) är en stadsdel i Zagreb Kroatien. Stadsdelen har 19 165 invånare (2011) och ligger vid Medvednicas fot i norra Zagreb. Dess namn Podsljeme med betydelsen "under Sljeme" kommer från bergets högsta topp. 

## Geografi
Podsljeme i norra Zagreb gränsar till stadsdelarna Gornji grad-Medveščak och Maksimir i söder, Črnomerec i väster och Gornja Dubrava i öster. I norr tar berget Medvednica vid. 

## Lista över lokalnämnder
I Podsljeme finns fem lokalnämnder (mjesni odbori) som var och en styr över ett mindre område som vanligtvis utgörs av flera bostadskvarter:
- Gračani
- Markuševec
- Mlinovi
- Šestine
- Vidovec